# قره‌داغیان
قره‌داغیان (نام علمی: Nitrariaceae) نام یک تیره از راسته افراسانان است.